# Adelelm de Burgos
|  | Per a altres significats, vegeu «Adelelm de Burgos l'Almoiner». |

Adelelm de Burgos (en castellà antic: Adelhem, Adelelme o Lesmes; en francès: Aleaume) o Adelelm abat (Loudun, Poitou, ca. 1035 - Burgos, 30 de gener de 1097) va ser un monjo francès, bisbe de Burgos. És venerat com a sant per l'Església catòlica.
No s'ha de confondre amb Adelelm l'Almoiner, sant també de Burgos, però que va viure al segle xii.

## Biografia

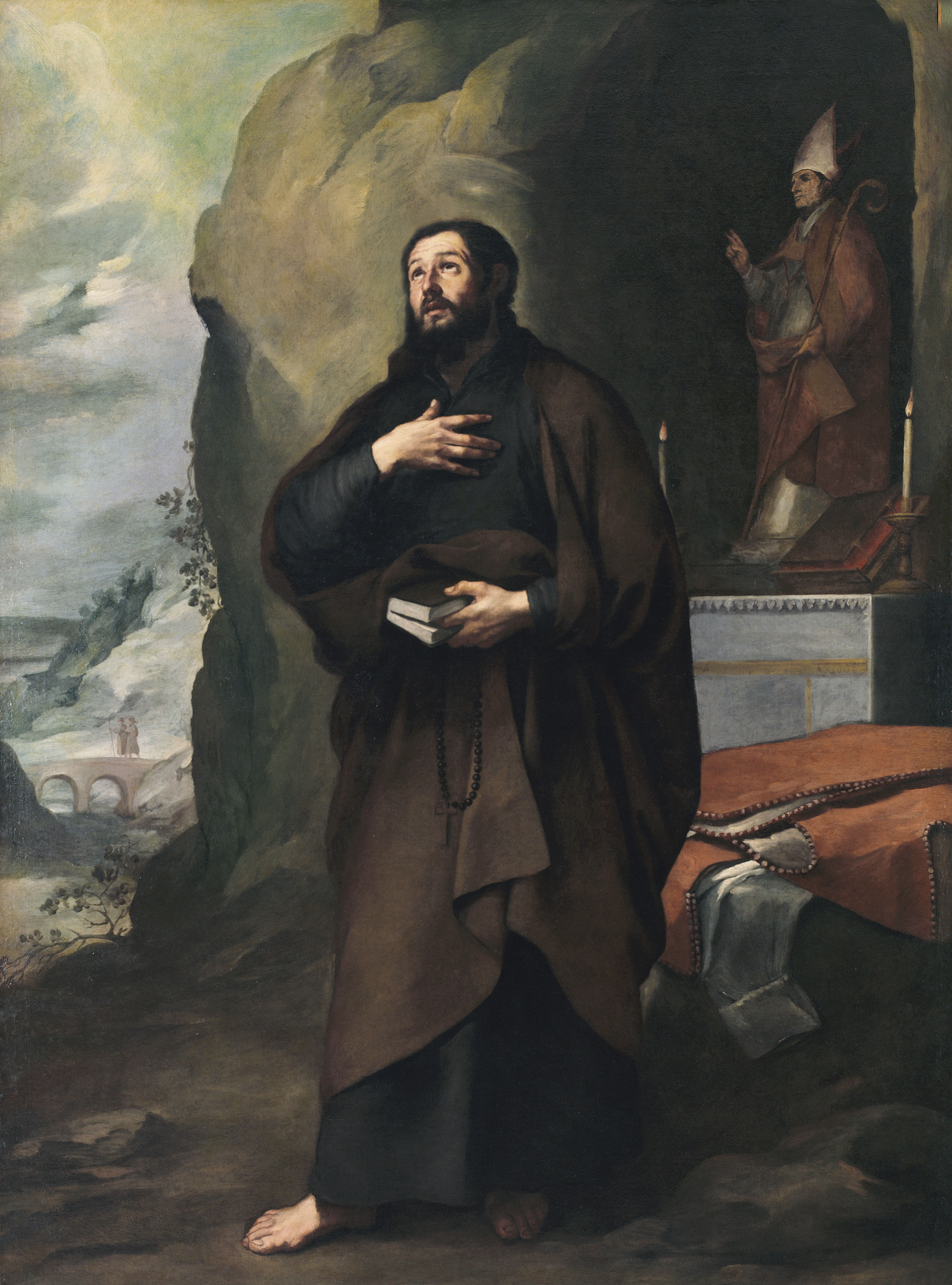
Pintura de Bartolomé Esteban Murillo, ca. 1655 (Bilbao, Museo de Bellas Artes.

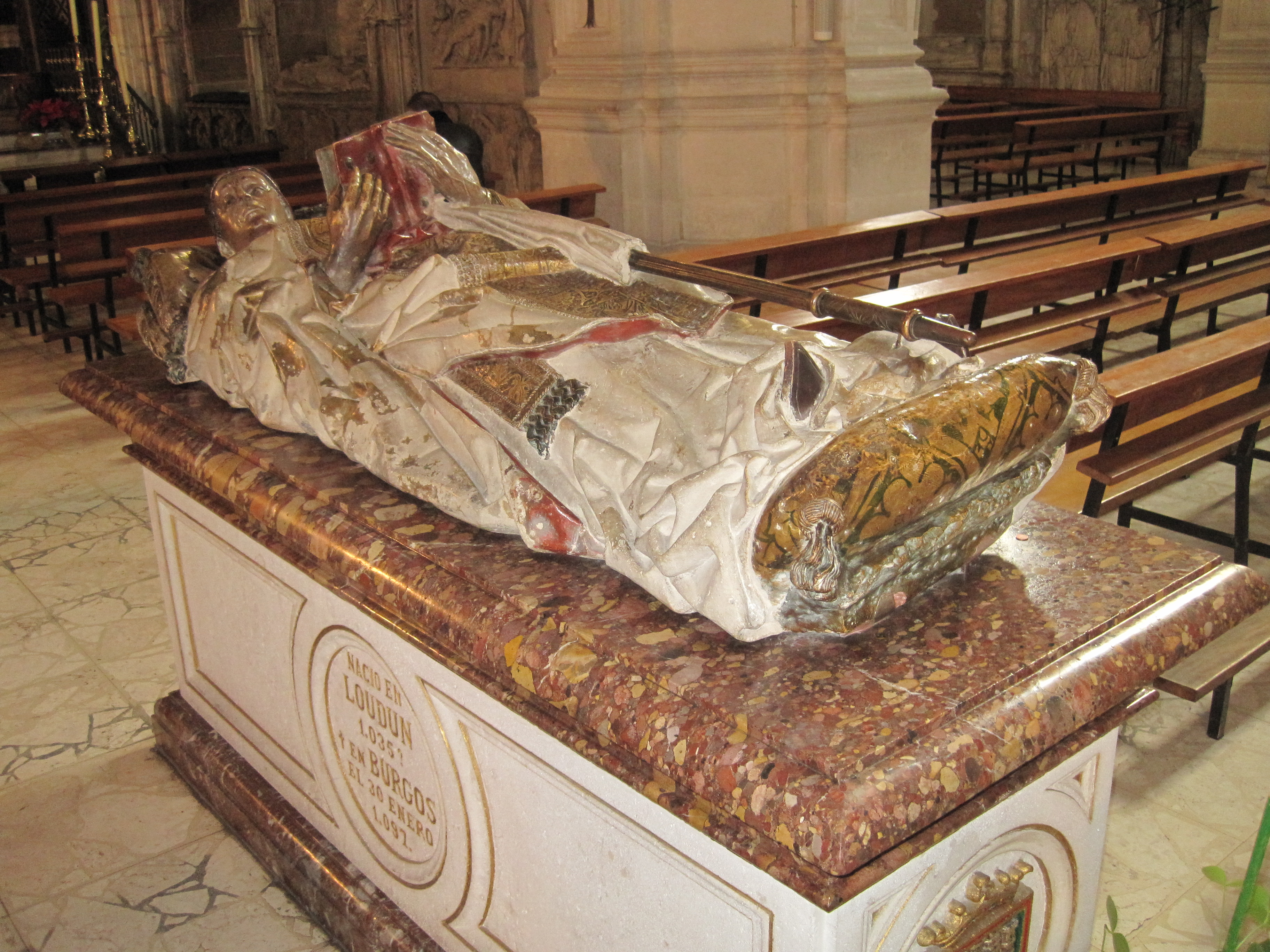
Tomba del sant, s. XV, a San Lesmes (Burgos).

Nascut a Loudun al si d'una família rica, va seguir la carrera militar. En morir els seus pares va abraçar la vida religiosa: va repartir els seus béns entre els pobres i va anar en pelegrinatge a Roma. Va ordenar-se sacerdot a Clarmont d'Alvèrnia. Es va fer monjo benedictí i el 1077 va ser abat al monestir de La Chaise-Dieu, en Alvèrnia, deixant el càrrec dos anys més tard. El 1081, va ser cridat a Castella per la reina Constança de Borgonya, esposa del rei Alfons VI de Castella i d'origen francès, perquè hi substituís el ritu litúrgic mossàrab per la nova litúrgia romana.
Ja a Castella, va fundar a Burgos el monestir benedictí de San Juan Evangelista, on va establir-se i del qual va ser abat; hi atenia als pelegrins del Camí de Sant Jaume. A més, va aixecar un convent, una església i un hospital, i va començar la canalització del riu Vena, acabant així amb les malalties que provocava l'estagnació de les aigües i guanyant terres per al conreu. Va participar en la reconquesta de Toledo el 1085, travessant el riu Tajo, que anava crescut, i animant l'exèrcit per entrar així a la ciutat, cosa que va ser tinguda com a prodigi del monjo.
A Burgos, va continuar exercint la caritat al monestir i l'hospital. Va morir a la seva abadia l'any 1097, essent-hi enterrat; sobre la seva tomba, al segle xiv, va edificar-se l'actual església de San Lesmes, a Burgos; el sepulcre actual és del segle xvi.
Venerat com a sant des de la seva mort, aviat és nomenat sant patró de la ciutat de Burgos, ja en temps d'Alfons VII de Castella.